# Parvotettix maydenaensis
Parvotettix maydenaensis är en insektsart som beskrevs av Richards, A.M. 1971. Parvotettix maydenaensis ingår i släktet Parvotettix och familjen grottvårtbitare. Inga underarter finns listade i Catalogue of Life.